# سایمون تروده
سایمون تِروده (زادهٔ ۲ مارس ۱۹۸۸) یک فوتبالیست اهل آلمان است که در پست مهاجم برای باشگاه فوتبال شالکه ۰۴ در بوندسلیگا ۲ بازی می‌کند.
از تیم‌هایی که در آن بازی کرده است می‌توان به باشگاه فوتبال اشتوتگارت اشاره کرد.

## دوران باشگاهی

### شالکه
وی در ۲۹ بازی در فصل ۲۲–۲۰۲۱ برای شالکه ۲۹ گل به ثمر رساند و با ۱۷۱ گل رکوردار گلزنی در بوندس‌لیگا ۲ شد و به همراه این تیم قهرمان بوندس‌لیگا ۲ در فصل ۲۲–۲۰۲۱ شد و به بوندس‌لیگا صعود کرد.